# Varnia perloides
Varnia perloides là một loài côn trùng trong họ Ithonidae thuộc bộ Neuroptera. Loài này được Walker miêu tả năm 1860.